# Franz Heinz
Franz Heinz (n. 21 noiembrie 1929, Periam, Banat) este un scriitor de limba germană originar din România.
Părinții săi au fost Johann Heinz și Maria, născută Ehling.
A urmat școala generală în localitatea sa de baștină, apoi liceul la Timișoara.
În 1944 părinții fug din țară, împreună cu el în Ostmark (actuala Austria), dar în vara anului 1945 se întorc acasă.
După al Doilea Război Mondial a lucrat, printre altele, ca agricultor și ca brutar în satul natal.
În 1960 a luat bacalaureatul în București și, în același an, s-a angajat ca redactor la ziarul de limba germană Neuer Weg, unde a lucrat în perioada 1960 - 1974. În paralel, a lucrat și în calitate de colaborator pentru programele de limbă germană de la Radio România și de la televiziunea Română.
Între 1964 și 1969 a studiat geografia și istoria.
În 1974 a depus cerere de emigrare, motiv pentru care a fost pus pe lista celor cu interdicție de a mai publica în România.
În 1976 a emigrat în Republica Federală Germania. Până în 1990 a fost redactor cultural la publicația "Kulturpolitische Korrespondenz", care a apărut la Bonn.
Din 1984 a fost și redactor-șef la publicația trimestrială "Der gemeinsame Weg".
Din 1977 a lucrat ca redactor la Fundația Consiliul Culturii Germanilor de Est (Stiftung Ostdeutscher Kulturrat), iar între 1990-1995, redactor șef la revista culturală "Kulturspiegel" publicată de Fundația Consiliul Culturii Germanilor de Mijloc (Stiftung Mitteldeutscher Kulturrat) din Bonn, iar din 1995 la revista culturală trimestrială "Kultur-Report".
A fost colaborator permanent al stațiilor TV Westdeutscher Rundfunk, Ostdeutscher Rundfunk Brandenburg și al postului de radio Radio Wien.
În prezent trăiește ca scriitor și publicist în Ratingen, lângă Düsseldorf.
În România, Franz Heinz a publicat piese de teatru, reportaje, proză scurtă, povestiri, romanul Vormittags (1970) și nuvela Ärger wie die Hund’ (1972), pentru care a primit premiul pentru proză al Uniunii Scriitorilor din România și din care a scos o nouă ediție în 1991 la Editura Rimbaud, cu ISBN 978-3-89086-924-7., Begegnung und Verwandlung, Franz Ferch, Bilder aus dem Banat.
În Germania i-au apărut, între altele, studiul monografic Franz Ferch und seine Banater Welt (1988) și volumul de povestiri Lieb Heimatland, ade! (1998).

## Scrieri (selecție)
- Husaren der Acker, București 1962
- Vom Wasser, das flußaufwärts fließt, București 1962
- Das blaue Fenster / und andere Skizzen, Editura pentru Literatură, București, 1965
- Acht unter einem Dach, București 1967
- Sorgen zwischen neun und elf, București 1968
- Vormittags / Kurzroman, Editura Kriterion, București, 1970
- Ärger wie die Hund' / Die Aufzeichnungen eines Knechtes, Editura Kriterion, București, 1972
- Brücke über die Zeit / Reportagenband, Editura Ion Creangă, București, 1972

## Prezent în antologii
A fost inclus în antologia bilingvă Scriitori germani din România de după 1945, apărută în 2012 la Editura Curtea Veche